# (11376) Taizomuta
(11376) Taizomuta est un astéroïde de la ceinture principale.

## Description
(11376) Taizomuta est un astéroïde de la ceinture principale. Il fut découvert le 20 septembre 1998 à Kitt Peak par le projet Spacewatch. Il présente une orbite caractérisée par un demi-grand axe de 2,43 UA, une excentricité de 0,14 et une inclinaison de 1,1° par rapport à l'écliptique.

## Compléments